# Bidestroff
Bidestroff là một xã trong vùng Grand Est, thuộc tỉnh Moselle, quận Château-Salins, tổng Dieuze. Tọa độ địa lý của xã là 48° 50' vĩ độ bắc, 06° 47' kinh độ đông. Bidestroff nằm trên độ cao trung bình là 240 mét trên mực nước biển, có điểm thấp nhất là 210 mét và điểm cao nhất là 275 mét. Xã có diện tích 7,95 km², dân số vào thời điểm 1999 là 145 người; mật độ dân số là 18 người/km².

## Thông tin nhân khẩu
| 1962 | 1968 | 1975 | 1982 | 1990 | 1999 |
| ---- | ---- | ---- | ---- | ---- | ---- |
| 143  | 146  | 110  | 104  | 128  | 145  |